# Sonia Kacem
Sonia Kacem, née le 2 avril 1985 à Meyrin, est une artiste plasticienne suisse et tunisienne. Elle vit et travaille à Genève et à Amsterdam. 

## Biographie
Sonia Kacem naît en 1985 d'une mère suisse et d'un père tunisien,,. Elle passe une partie de son enfance à Rolle (Vaud). L'art, notamment le dessin et la peinture, font déjà partie de sa vie dans l'adolescence. Elle pratique pendant ses années de lycée et gagne de l'argent avec ses peintures. Elle opte pour un cursus en art visuel à la Haute école d'art et de design Genève (HEAD) où elle obtient un bachelor en 2009 puis un master en 2011.
Les créations de Sonia Kacem se caractérisent par le volume, le mariage du macro et du micro, du neuf et du vieux, la récupération d'objets délaissés, l'impermanence. Elle-même parle de ses installations comme « une image scénographique dans laquelle le corps est invité à arpenter ».

## Liste de quelques œuvres
- Monstering, Genève, 2011
- SULTAN 13352, Genève, 2011
- Combo, Genève, 2011
- PROGRESS MI 07, Galerie Gregor Staiger, Zurich, 2011
- The Waves, Centre d'Art Contemporain, Genève, 2012
- Dramaticule, Rome, 2013
- Thérèse, Palais de l'Athénée (salle Crosnier), Genève, 2013
- Petra, Galerie Gregor Staiger, Zurich, 2013
- Jump Cut, Locarno, 2013
- Loulou, MAMCO, Genève, 2014
- Bermuda Triangle, Kunsthalle (de), Saint-Gall, 2015
- Le Flâneur, T293, Rome, 2015

## Liste de quelques expositions en solo
- Progress MI 07, Galerie Gregor Staiger, Zurich, 2011
- SULTAN 13395, Piano Nobile, Genève, 2011
- Thérèse, Palais de l'Athénée (salle Crosnier), Genève, 2013
- Dramaticule, T293, Rome, 2013
- Jump Cut, La Rada, Locarno, 2013
- Petra, Galerie Gregor Staiger, Zurich, 2013
- Loulou, MAMCO, Genève, 2014
- Loulou replay, Kunstverein (de), Nuremberg, 2015
- Bermuda Triangle, Kunsthalle (de), Saint-Gall, 2015
- Le Flâneur, T293, Naples, 2015
- Carcasse, Galerie Gregor Staiger, Zurich, 2016
- Le coupe-Gorge, installation d'art public, Nyon, 2016
- Night Shift, Centre d'Art Contemporain, Genève, 2016[9]
- The Working Day, Galerie Gregor Staiger, Zurich, 2017
- Flatland: abstractions narratives #2, Musée d'Art moderne Grand-Duc Jean, Luxembourg, 2017
- RijksakademieOPEN 2017, Académie royale des beaux-arts, Amsterdam, 2017
- Carcasse, Centre culturel suisse, Paris, 2017
- Artisti per Frescobaldi, Galerie d'art moderne, Milan, 2018
- Éloge du Carburateur, Printemps de septembre, Toulouse, 2018
- Did snow fall on the pyramids?, T293, Rome, 2018
- Between the Scenes, Westfälischer Kunstverein (de), Münster, 2019

## Récompenses
- 2012 : Prix de la Fondation Gertrude Hirzel
- 2013 : 
  - Swiss Art Awards
  - Rotary Club Milano Brera Prize for Contemporary Art and Young Artists[10]
- 2014 : Prix Manor
- 2015 : Kiefer Hablitzel[11]
- 2016 : Prix d'art intégré dans l'espace public (Ville de Nyon)
- 2018 : Premio Artisti per Frescobaldi[12]
- 2023 : Bourse Leenaards
- 2024 : Fondation Irène Reymond